# Eudem din Rhodos
Eudem din Rhodos (în greacă: Εὔδημος) a fost un filozof din Grecia antică, ce a trăit în perioada ca. 370 î.Hr. - ca. 300 î.Hr.
A fost unul dintre primii istorici ai științei, l-a avut ca maestru pe Aristotel, căruia i-a editat opera și i-a făcut-o mai accesibilă publicului.
De asemenea, nepotul său, Pasicles, s-a ocupat cu opera lui Aristotel.
A fost primul autor al istoriei geometrie și astronomiei, datorită cărora s-a putut reconstitui o parte din începuturile matematicii grecești.
Această lucrare nu s-a păstrat în întregime.
Printre fragmentele acesteia se găsesc informații interesante privind numărul pi.